# فرانسوا براندت
فرانسوا براندت (بالهولندية: François Brandt)‏ هو مجدف هولندي، ولد في 29 ديسمبر 1874 في زوترفاوده في هولندا، وتوفي في 4 يوليو 1949 في ناردن في هولندا.

## وصلات خارجية
- فرانسوا براندت على موقع الاتحاد الدولي للتجديف (الإنجليزية)
- فرانسوا براندت على موقع أوليمبيديا (الإنجليزية)